# سندرم تتریس

تصویری از بازی تتریس

سندرم تتریس یا اثر تتریس (انگلیسی: Tetris effect) زمانی روی می‌دهد که فرد چنان زمان و توجهی را به یک فعالیت اختصاص بدهد که این فعالیت اندیشه، تصاویر ذهنی و رؤیا او را شکل ببخشد. نام این عارضه از بازی ویدئویی تتریس گرفته شده‌است ولی صرفاً مختص بازی‌های ویدئویی نیست. به‌عنوان مثال، برنامه‌نویسی کامپیوتری ممکن است باعث رویاپردازی در مورد کدها شود. برخی ریاضی‌دانان هم گزارش‌هایی از رویاپردازی در مورد معادلات ارائه کرده‌اند، که ازان جمله می‌توان به سرینیواسا رامانوجان، و فریدریش انگلس اشاره کرد. انگلس نوشته‌است: «هفتهٔ پیش در خواب دکمه‌های کتم را به بچه‌ای دادم که مشتقشان را بگیرد، و او با دکمه‌ها گریخت.»
اشخاصی که تتریس را برای زمانی طولانی بازی کرده‌اند ممکن است متوجه شوند نگرششان به جهان واقع در قالب سازوکار این بازی است، مثلاً در زندگی روزمره‌شان در مورد این فکر می‌کنند که شکل جعبه‌های یک سوپرمارکت یا ساختمان‌های یک خیابان چگونه با هم جفت می‌شود. این افراد ممکن است دچار توهم جفت شدن قطعات در کنار هم و فرود آمدن آن‌ها بر روی زمینه‌ای نامرئی بشوند. بااین‌مفهوم، سندرم تتریس گونه‌ای عادت است. این افراد همچنین ممکن است در خواب تترومینوهای درحال‌سقوط را ببینند یا در بیداری در سرحد میدان بینایی‌شان یا هنگام بستن پلک‌ها خیال کنند این قطعات را می‌بینند. بااین‌مفهوم، سندرم تتریس گونه‌ای توهم پیشاخواب است.